# The Desired Effect
The Desired Effect je druhé sólové studiové album amerického zpěváka Brandona Flowerse. Vydáno bylo v květnu roku 2015, téměř pět let po vydání jeho debutu Flamingo. Producentem většiny písní byl Ariel Rechtshaid, jednu produkoval sám Flowers. Jako doprovodní hudebníci se na albu podíleli například baskytarista Tony Levin, bubeník Kenny Aronoff či zpěvačka Angel Deradoorian.

## Seznam skladeb
1. „Dreams Come True“ – 4:03
2. „Can't Deny My Love“ – 3:42
3. „I Can Change“ – 4:18
4. „Still Want You“ – 3:11
5. „Between Me and You“ – 4:39
6. „Lonely Town“ – 3:30
7. „Diggin' Up the Heart“ – 3:49
8. „Never Get You Right“ – 3:43
9. „Untangled Love“ – 4:11
10. „The Way It's Always Been“ – 3:59

## Obsazení
- Brandon Flowers – zpěv, klávesy
- Neil Tennant – zpěv
- Jake Blanton – doprovodné vokály
- Sherree Brown – doprovodné vokály
- Erica Canales – doprovodné vokály
- Angel Deradoorian – doprovodné vokály
- Jackie Gouche – doprovodné vokály
- Jason Hill – doprovodné vokály
- Akasha Mabry Hendrix – doprovodné vokály
- Lynn Mabry – doprovodné vokály
- Danielle Withers – doprovodné vokály
- Jake Blanton – baskytara
- Ethan Farmer – baskytara
- Tony Levin – baskytara
- Ariel Rechtshaid – baskytara
- Ted Sablay – baskytara, kytara
- Moon-light Tran – violoncello
- Kenny Aronoff – bicí
- Darren Beckett – bicí
- Danielle Haim – bicí
- Ronnie Vannucci Jr. – bicí
- Joey Waronker – bicí
- Carlos Alomar – kytara
- Matt Breunig – kytara
- Benji Lysaght – kytara
- Ron Francis Blake – lesní roh
- Stephen Giraldo – lesní roh
- Francisco Torres – lesní roh
- Isaac Tubb – lesní roh
- Jeff Driskell – lesní roh
- Robert Hardt – lesní roh
- Eddie Rich – lesní roh
- Bruce Hornsby – klávesy
- Tommy King – klávesy
- Lauren Cordell – housle